# Lijst van onroerend erfgoed in De Pinte
Een overzicht van het onroerend erfgoed in de gemeente De Pinte. Het onroerend erfgoed maakt onderdeel uit van het cultureel erfgoed in België.

## Bouwkundig erfgoed
| Object                                       | Erfgoedstatus?                | Bouwjaar of architect | Deelgemeente | Adres                                       | Coördinaten                   | Nummer? | Afbeelding                                   |
| -------------------------------------------- | ----------------------------- | --------------------- | ------------ | ------------------------------------------- | ----------------------------- | ------- | -------------------------------------------- |
| Burgerhuis                                   |                               |                       | De Pinte     | Baron de Gieylaan 19                        | 50° 59' 31" NB, 3° 39' 6" OL  | 38469   | Burgerhuis                                   |
| Hoeve met losse bestanddelen                 |                               |                       | De Pinte     | Baron de Gieylaan 98                        | 51° 0' 10" NB, 3° 39' 26" OL  | 38470   | Hoeve met losse bestanddelen                 |
| Hoeve met losse bestanddelen                 |                               |                       | De Pinte     | Baron de Gieylaan 104                       | 51° 0' 18" NB, 3° 39' 26" OL  | 38471   | Hoeve met losse bestanddelen                 |
| Hoeve met losse bestanddelen                 |                               |                       | De Pinte     | Baron de Gieylaan 110                       | 51° 0' 23" NB, 3° 39' 25" OL  | 38472   | Hoeve met losse bestanddelen                 |
| Kasteeldomein Grand Noble                    |                               |                       | De Pinte     | Baron de Gieylaan 163-169, 165A, 163A, 167A | 51° 0' 33" NB, 3° 39' 45" OL  | 38473   | Kasteeldomein Grand Noble                    |
| Hoeve                                        |                               |                       | De Pinte     | Berkenlaan 24                               | 50° 59' 50" NB, 3° 38' 23" OL | 38474   | Hoeve                                        |
| Kapel van Onze-Lieve-Vrouw van Hemelrijk     | cultuurhistorisch landschap   |                       | De Pinte     | Beukendreef                                 | 50° 59' 47" NB, 3° 40' 34" OL | 38475   | Kapel van Onze-Lieve-Vrouw van Hemelrijk     |
| Hoeve met losse bestanddelen                 | cultuurhistorisch landschap   |                       | De Pinte     | Beukendreef 4                               | 50° 59' 58" NB, 3° 40' 45" OL | 38476   | Hoeve met losse bestanddelen                 |
| Langgestrekte hoeve                          | niet bewaard                  |                       | De Pinte     | Bommelhoek                                  | 50° 59' 26" NB, 3° 38' 13" OL | 38477   | Langgestrekte hoeve                          |
| Hoeve                                        |                               |                       | De Pinte     | Bosstraat 1                                 | 50° 58' 31" NB, 3° 38' 59" OL | 38479   | Hoeve                                        |
| Villa Les Massettes                          |                               |                       | De Pinte     | Florastraat 17                              | 50° 59' 49" NB, 3° 38' 56" OL | 38481   | Villa Les Massettes                          |
| Villa Pintemakerslust                        |                               |                       | De Pinte     | Florastraat 61                              | 50° 59' 59" NB, 3° 39' 21" OL | 38482   | Villa Pintemakerslust                        |
| Molenaarswoning van de Zwartegatmolen        |                               |                       | De Pinte     | Heirweg 36                                  | 50° 58' 36" NB, 3° 38' 59" OL | 38483   | Molenaarswoning van de Zwartegatmolen        |
| Hoeve met losse bestanddelen                 | niet bewaard                  |                       | De Pinte     | Hemelrijkstraat 1                           | 50° 59' 55" NB, 3° 40' 16" OL | 38485   | Hoeve met losse bestanddelen                 |
| Villa Chalet d'Hemelrijk                     |                               |                       | De Pinte     | Hemelrijkstraat 14                          | 51° 0' 17" NB, 3° 40' 18" OL  | 38486   | Villa Chalet d'Hemelrijk                     |
| Hoeve met losse bestanddelen                 |                               |                       | De Pinte     | Hemelrijkstraat 18                          | 51° 0' 19" NB, 3° 40' 21" OL  | 38487   | Hoeve met losse bestanddelen                 |
| Boerenwoning                                 |                               |                       | De Pinte     | Hemelrijkstraat 26                          | 51° 0' 25" NB, 3° 40' 21" OL  | 38488   | Boerenwoning                                 |
| Kasteeldomein Scheldevelde                   | cultuurhistorisch landschap   |                       | De Pinte     | Kasteellaan 33-41                           | 50° 59' 35" NB, 3° 39' 47" OL | 38489   | Kasteeldomein Scheldevelde                   |
| Kapel Onze-Lieve-Vrouw van Vrede             |                               |                       | De Pinte     | Keistraat                                   | 50° 59' 55" NB, 3° 38' 9" OL  | 38490   | Kapel Onze-Lieve-Vrouw van Vrede             |
| Kasteel van De Pinte                         | dorpsgezicht                  |                       | De Pinte     | Kerkplein 8                                 | 50° 59' 29" NB, 3° 39' 0" OL  | 38493   | Kasteel van De Pinte                         |
| Hoeve en café In het Lindeke - Estaminet     |                               |                       | De Pinte     | Klossestraat 57                             | 51° 0' 29" NB, 3° 40' 18" OL  | 38494   | Hoeve en café In het Lindeke - Estaminet     |
| Hof te Groene Walle                          | Monument                      |                       | De Pinte     | Kunstschildersweg 5                         | 50° 59' 35" NB, 3° 38' 37" OL | 38495   | Hof te Groene Walle                          |
| Hoeve met losse bestanddelen                 |                               |                       | De Pinte     | Leeuwerikstraat 1                           | 50° 59' 14" NB, 3° 38' 26" OL | 38496   | Hoeve met losse bestanddelen                 |
| Kasteel van Hemelrijk                        | cultuurhistorisch landschap   |                       | De Pinte     | Mieregoed 51                                | 50° 59' 46" NB, 3° 40' 57" OL | 38498   | Kasteel van Hemelrijk                        |
| Parochiekerk Sint-Niklaas van Tolentijn      | dorpsgezicht orgel (monument) |                       | De Pinte     | Pintestraat                                 | 50° 59' 29" NB, 3° 38' 57" OL | 38499   | Parochiekerk Sint-Niklaas van Tolentijn      |
| Herberg Het Pyntken                          |                               |                       | De Pinte     | Pintestraat 69                              | 50° 59' 23" NB, 3° 38' 42" OL | 38500   | Herberg Het Pyntken                          |
| Hoeve                                        |                               |                       | De Pinte     | Pintestraat 80                              | 50° 59' 20" NB, 3° 38' 39" OL | 38501   | Hoeve                                        |
| Gemeenteschool                               |                               |                       | De Pinte     | Polderbos 2                                 | 50° 59' 33" NB, 3° 38' 44" OL | 38502   | Gemeenteschool                               |
| Tuinbouwbedrijf Ch. Pynaart en L. Van Houtte | niet bewaard                  |                       | De Pinte     | Stationsstraat 1                            | 50° 59' 50" NB, 3° 39' 8" OL  | 38504   | Tuinbouwbedrijf Ch. Pynaart en L. Van Houtte |
| Burgerhuis                                   |                               |                       | De Pinte     | Stationsstraat 5                            | 50° 59' 48" NB, 3° 39' 2" OL  | 38505   | Burgerhuis                                   |
| Villa Les Conifères                          |                               |                       | De Pinte     | Wilgenstraat 3                              | 50° 59' 53" NB, 3° 38' 24" OL | 38506   | Villa Les Conifères                          |
| Boerenarbeiderswoningen                      |                               |                       | Zevergem     | Blijpoel 1-7                                | 50° 58' 42" NB, 3° 41' 47" OL | 38507   | Boerenarbeiderswoningen                      |
| Hoeve met losse bestanddelen                 | dorpsgezicht                  |                       | Zevergem     | Blijpoel 17                                 | 50° 58' 44" NB, 3° 42' 0" OL  | 38508   | Hoeve met losse bestanddelen                 |
| Villa De Blijpoel                            | dorpsgezicht                  |                       | Zevergem     | Blijpoel 19                                 | 50° 58' 43" NB, 3° 42' 5" OL  | 38509   | Villa De Blijpoel                            |
| Kasteel van Boeregem                         |                               |                       | Zevergem     | Boeregemstraat 25                           | 50° 59' 23" NB, 3° 41' 25" OL | 38510   | Kasteel van Boeregem                         |
| Goed ter Craeynest                           |                               |                       | Zevergem     | Boeregemstraat 27                           | 50° 59' 23" NB, 3° 41' 29" OL | 38511   | Goed ter Craeynest                           |
| Boerenwoning                                 |                               |                       | Zevergem     | Boeregemstraat 29                           | 50° 59' 26" NB, 3° 41' 38" OL | 38512   | Boerenwoning                                 |
| Parochiekerk Onze-Lieve-Vrouw                |                               |                       | Zevergem     | Dorp                                        | 50° 58' 42" NB, 3° 41' 43" OL | 38513   | Parochiekerk Onze-Lieve-Vrouw                |
| Pastorie Onze-Lieve-Vrouwparochie            | Monument                      |                       | Zevergem     | Dorp 2                                      | 50° 58' 46" NB, 3° 41' 43" OL | 38514   | Pastorie Onze-Lieve-Vrouwparochie            |
| Hoeve                                        |                               |                       | Zevergem     | Dorp 21                                     | 50° 58' 37" NB, 3° 41' 44" OL | 38515   | Hoeve                                        |
| Hoeve met losse bestanddelen                 |                               |                       | Zevergem     | Kriekestraat 12                             | 50° 58' 40" NB, 3° 40' 51" OL | 38519   | Hoeve met losse bestanddelen                 |
| Woning Patershuis                            |                               |                       | Zevergem     | Landuitstraat 3                             | 50° 58' 30" NB, 3° 40' 57" OL | 38520   | Woning Patershuis                            |
| Gesloten hoeve                               |                               |                       | Zevergem     | Landuitstraat 6, 6A                         | 50° 58' 32" NB, 3° 40' 42" OL | 38521   | Gesloten hoeve                               |
| Semigesloten hoeve 't Mieregoed              |                               |                       | Zevergem     | Mieregoed 4B                                | 50° 59' 37" NB, 3° 40' 40" OL | 38523   | Semigesloten hoeve 't Mieregoed              |
| Hoeve Hof ten Broecke                        |                               |                       | Zevergem     | Molenstraat 1                               | 50° 58' 49" NB, 3° 41' 30" OL | 38524   | Hoeve Hof ten Broecke                        |
| Hoeve                                        |                               |                       | Zevergem     | Molenstraat 5                               | 50° 59' 8" NB, 3° 41' 57" OL  | 38525   | Hoeve                                        |
| Hoeve                                        |                               |                       | Zevergem     | Pont-Noord 2                                | 50° 58' 46" NB, 3° 41' 49" OL | 38526   | Hoeve                                        |
| Hoeve                                        |                               |                       | Zevergem     | Pont-Noord 19                               | 50° 58' 51" NB, 3° 41' 47" OL | 38527   | Hoeve                                        |
| Herenhuis                                    |                               |                       | Zevergem     | Pont-Noord 38                               | 50° 58' 53" NB, 3° 41' 53" OL | 38528   | Herenhuis                                    |
| Doornhammeke, boerenhuis-herberg             | niet bewaard                  |                       | Zevergem     | Pont-Zuid 55                                | 50° 58' 2" NB, 3° 41' 10" OL  | 38531   | Doornhammeke, boerenhuis-herberg             |
| Hoeve                                        | dorpsgezicht                  |                       | Zevergem     | Scheldehout 1                               | 50° 58' 48" NB, 3° 42' 3" OL  | 38532   | Hoeve                                        |
| Duiventoren en stallen van hoeve             |                               |                       | Zevergem     | Scheldehout 7                               | 50° 59' 10" NB, 3° 42' 15" OL | 38533   | Duiventoren en stallen van hoeve             |
| Sint-Jozefkapel met treurwilg                |                               |                       | Zevergem     | Veldstraat                                  | 50° 58' 41" NB, 3° 41' 31" OL | 38534   | Sint-Jozefkapel met treurwilg                |
| Hoeve                                        |                               |                       | Zevergem     | Veldstraat 5                                | 50° 58' 51" NB, 3° 41' 17" OL | 38535   | Hoeve                                        |
| Gemeentelijke jongensschool                  |                               |                       | Zevergem     | Veldstraat 50                               | 50° 58' 58" NB, 3° 41' 13" OL | 38536   | Gemeentelijke jongensschool                  |
| Kasteel van Welden                           |                               |                       | Zevergem     | Weldendreef 1-3                             | 50° 58' 40" NB, 3° 41' 6" OL  | 38538   | Kasteel van Welden                           |
| Vierschaar                                   |                               |                       | Zevergem     | Weldendreef 4                               | 50° 58' 33" NB, 3° 41' 7" OL  | 38539   | Vierschaar                                   |
| Hoeve met losse bestanddelen                 |                               |                       | Zevergem     | Weldendreef 5                               | 50° 58' 34" NB, 3° 41' 12" OL | 38540   | Hoeve met losse bestanddelen                 |
| Wontergemgoed                                |                               |                       | Zevergem     | Wontergemstraat 1                           | 50° 58' 20" NB, 3° 40' 10" OL | 38541   | Wontergemgoed                                |
| Steenbakkerij P.O.M. Vande Steene            | dorpsgezicht                  |                       | Zevergem     | Pont-Noord                                  |                               | 208255  | Upload foto                                  |

### Bouwkundige gehelen
| Object                                   | Erfgoedstatus? | Bouwjaar of architect | Deelgemeente | Adres                                                               | Coördinaten | Nummer? | Afbeelding                               |
| ---------------------------------------- | -------------- | --------------------- | ------------ | ------------------------------------------------------------------- | ----------- | ------- | ---------------------------------------- |
| Hoeven en Villa De Blijpoel met omgeving | Dorpsgezicht   |                       | Zevergem     | Scheldehout, Blijpoel                                               |             | 300285  | Hoeven en Villa De Blijpoel met omgeving |
| Kerkplein en omgeving                    | Dorpsgezicht   |                       | De Pinte     | Baron de Gieylaan, Groenstraat, Kerkplein, Pintestraat, Polderdreef |             | 300691  | Kerkplein en omgeving                    |